# Hospitalisierungsrate
Die Hospitalisierungsrate, auch als Hospitalisierungsinzidenz oder Krankenhaus-Inzidenz bezeichnet, ist die Kennzahl für  Krankenhauseinweisungen / pro 100.000 Einwohner innerhalb von sieben Tagen in einem  bestimmten Land oder einer Region, bezogen auf eine Erkrankung, wie COVID-19.

## Rechtliche Grundlagen
Bei bis zu 5 % der Krankenhauseinweisungen könnte eine Hospitalisierung durch eine bessere ambulante Versorgung vermieden werden. Die Reduktion der Hospitalisierung könnte sowohl den unnötigen Nutzen der Gesundheitssysteme reduzieren und die Patientenerfahrung verbessern. Durch vermeidbare Krankenhauseinweisungen entstehen jährlich bis zu 3,5 Milliarden Euro zusätzliche Kosten für Krankenversicherungen (Tendenz steigend).
Die Hospitalisierungsrate ist ein wichtiger Parameter, um das Infektionsgeschehen zu beurteilen. Krankenhäuser sind verpflichtet, Hospitalisierungen (Krankenhausaufenthalte) von COVID-19-Kranken an das zuständige Gesundheitsamt zu melden. Der Grund für die Aufnahme ins Krankenhaus muss im Zusammenhang mit COVID-19 stehen und die Meldung innerhalb von 24 Stunden nach Krankenhausaufnahme erfolgen.
In Deutschland werden die Daten nach Meldelandkreis ausgewiesen und in der Regel von dem Gesundheitsamt, das für den Wohnort der betroffenen Person zuständig ist, an das Robert Koch-Institut (RKI) übermittelt. Die Angaben werden nach Altersgruppen und Bundesland aufgeschlüsselt.
Am 18. November 2021 einigten sich die Ministerpräsidenten der Länder in einer Bund-Länder-Konferenz mit der Bundesregierung über Grenzwerte bei der Hospitalisierungsrate.

## COVID-19
Das Robert Koch-Institut hat im Juli 2021 vorgeschlagen, die Hospitalisierungsrate der COVID-19-positiv Getesteten in Deutschland im Infektionsschutzgesetz (IfSG) zu verankern. Die Hospitalisierungsrate wird analog zur 7-Tage-Inzidenz der Neuinfektionen auf einen Zeitraum von sieben Tagen und 100.000 Einwohner bezogen. Als Kennzahl quantifiziert sie, wie stark das Gesundheitssystem in Deutschland durch die Behandlung COVID-19-positiv Getesteter belastet wird (unter der Voraussetzung, dass ausreichend Behandlungskapazitäten verfügbar sind).
Das Bundesgesundheitsministerium hat am 11. Juli 2021 bekanntgegeben, dass die Krankenhäuser mehr Details zu Covid-19-Fällen melden sollen: Belegung von Intensivstationen, alle Krankenhauseinweisungen wegen COVID-19 sowie Alter, Art der Behandlung und Impfstatus der Patienten. Die Hospitalisierung, bisher wie bei allen meldepflichtigen Krankheiten nur „soweit vorliegend“ mitgemeldet (§ 9 IfSG), wurde am 13. Juli 2021 für COVID-19 selbst meldepflichtig.
Von Ende August bis Anfang September wurde die Hospitalisierungsinzidenz mit Neuinfektionsinzidenz und Intensivbettenauslastung in den Landes-Corona-Verordnungen von Thüringen, Niedersachsen und Rheinland-Pfalz zu einem Warnstufensystem zusammengefasst. Dabei orientierten sich Thüringen und Rheinland-Pfalz am anfänglichen RKI-Wert; Niedersachsen legte den IVENA-Wert zugrunde, der – obgleich nicht fortgeschrieben – meist sogar über dem fortgeschriebenen RKI-Wert liegt (Details dazu unten). Später folgten Mecklenburg-Vorpommern und Bremen (eigene Werte nahe dem RKI-Anfangswert) sowie Baden-Württemberg, Sachsen und Bayern (RKI-Anfangswert).
Grund für die Einbeziehung von Hospitalisierungsinzidenz und Intensivbettenauslastung in die Beurteilung war der Impffortschritt, der die alleinige Ausrichtung an der Neuinfektionsinzidenz nicht mehr angemessen erscheinen ließ.
Nach Änderung des IfSG zum 15. September 2021 sollte die Hospitalisierungsrate wesentlicher Maßstab für die Entscheidung über besondere Schutzmaßnahmen zur Bekämpfung der Coronavirus-Krankheit-2019 sein; zu weiteren Indikatoren wurden die bisher hauptsächlich maßgebliche 7-Tage-Inzidenz der Neuinfektionen, die verfügbaren intensivmedizinischen Behandlungskapazitäten und die Anzahl der gegen die Coronavirus-Krankheit-2019 (COVID-19) geimpften Personen bestimmt (§ 28a Abs. 3 IfSG).
Das RKI zieht zur Beurteilung des Pandemieverlaufs in Deutschland außerdem den Anteil schwerer und tödlicher COVID-Verläufe und die Reproduktionszahl heran.

### RKI: Anfangswert, Fortschreibung, Nowcasting
Genau genommen handelt es sich bei der RKI-Hospitalisierungsrate um eine kombinierte Inzidenz aus Neuinfektionen und Hospitalisierungen. Den Ausgangspunkt bildet das Infektionsmeldedatum. Es geht also nicht um die Frage „Wie viele Corona-positiv Getestete wurden innerhalb einer Woche hospitalisiert?“, sondern um die Frage „Wie viele der innerhalb einer Woche Corona-positiv Getesteten wurden hospitalisiert?“ bzw. um die auf schwerere (nämlich hospitalisierte) Fälle beschränkten Neuinfektionen.

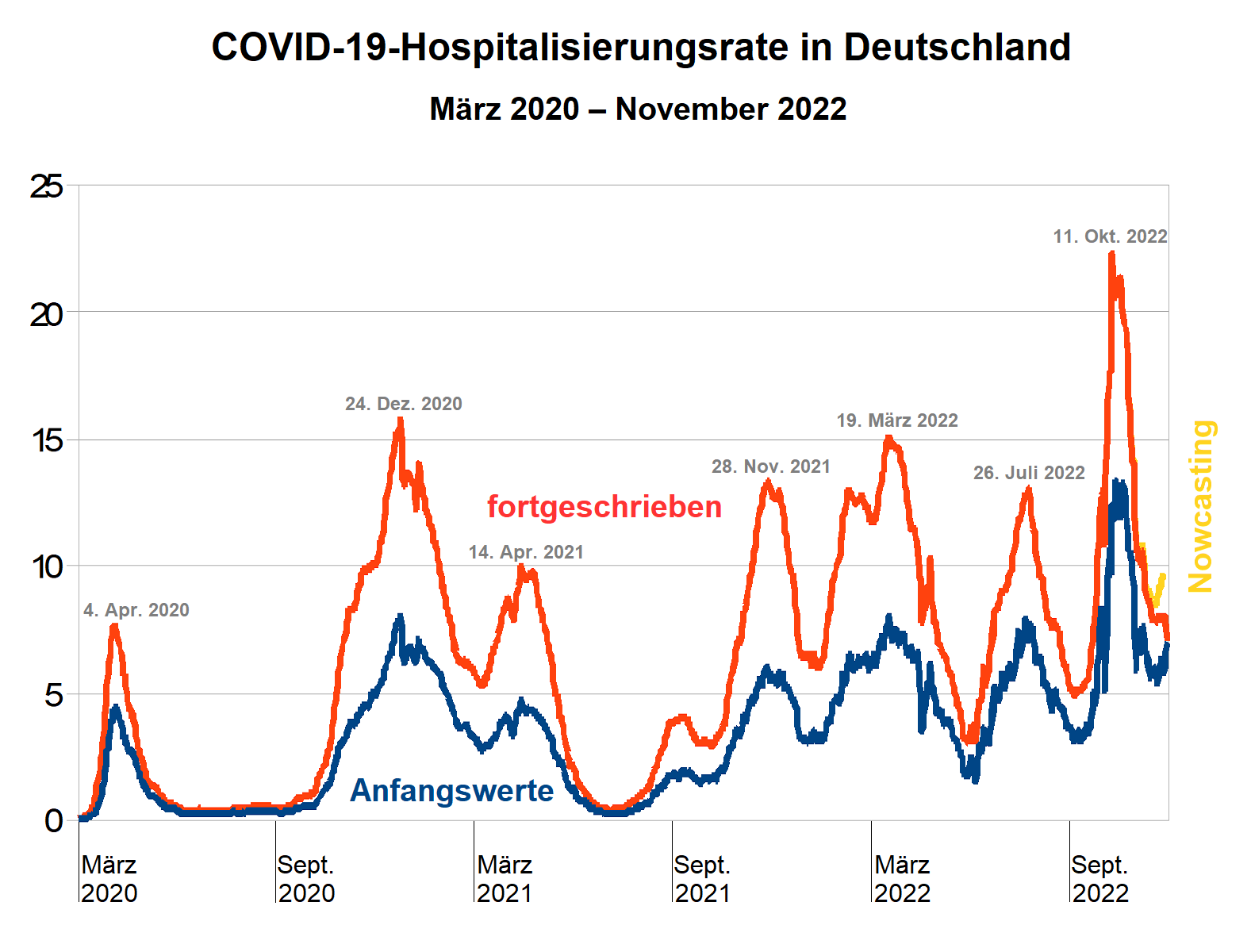
COVID-19-Hospitalisierungsrate in Deutschland zum 1. Dez. 2022

Zu unterscheiden sind bei der Hospitalisierungsrate ein anfänglicher („fixierter“), ein fortgeschriebener („aktualisierter“) sowie ein geschätzter („adjustierter“) Wert:
- Der anfängliche bzw. fixierte Wert gibt an, wie viele der innerhalb von sieben Tagen als positiv Gemeldeten bis zum siebten Tag auch als hospitalisiert gemeldet wurden. Während die beiden folgenden Werte täglich aktualisiert werden, ändert sich der fixierte Wert nicht mehr und ist daher der früheste Indikator für eine veränderte Pandemieschwere.
- Der fortgeschriebene bzw. aktualisierte  Wert berücksichtigt zudem täglich neu hinzukommende Nachmeldungen, wie den Berichtsverzug hinsichtlich der Positiv- und Hospitalisierungsmeldungen sowie später erfolgte Hospitalisierungen. Wegen der später auflaufenden Nachmeldungen suggeriert der Graph des Wertes eine zum heutigen Tag hin abfallende Hospitalisierung, die tatsächlich nicht vorliegt.
- Der geschätzte bzw. adjustierte Wert versucht, den Endwert vorherzusagen, bei dem die Fortschreibung zum Stillstand kommt, also keine Nachmeldungen mehr auflaufen.

Am heutigen Tage sind fixierter und aktualisierter Wert gleich, nach etwa drei bis vier Wochen gleichen sich aktualisierter und adjustierter Wert an. Das RKI veröffentlicht eine aktualisierte Grafik dieser drei Werte.
Vom RKI werden seit April 2021 täglich, aufgeschlüsselt nach Bundesländern und Altersgruppen, die Anfangswerte für den Ausgabetag und die fortgeschriebenen Werte für alle Tage ab März 2020 veröffentlicht. Außerdem publiziert das RKI seit Mitte Oktober 2021 in seinem Wochenbericht und seit Anfang Dezember 2021 täglich (bis zum jeweils dritten Tag vor dem Veröffentlichungstag) einen Schätzwert hinsichtlich der verzögert berichteten Hospitalisierungen (Nowcasting, „adjustierter“ Wert).
Als konkreter Anknüpfungspunkt für rechtliche Regelungen kommen praktisch nur Anfangswerte oder eine zeitnahe Fortschreibung in Frage (weder Nowcasting noch fernere Fortschreibung).
In den Medien wurden 2021 oftmals die Anfangswerte der letzten Tage dem bisherigen deutschlandweiten Höchstwert vom 24. Dezember 2020 (Stand 23. September 2021: 15,75) gegenübergestellt. Dies bedeutete eine Verzerrung, da der Höchstwert vom Dezember 2020 einen älteren fortgeschriebenen Wert darstellt.
Berücksichtigt man die Einteilung nach Ländern und Altersgruppen, so lag der bisher höchste fortgeschriebene Wert bei 279,36 (11. Oktober 2022, Saarland, Altersgruppe 80+, Stand 1. Dezember 2022).

### Abweichende Konzepte

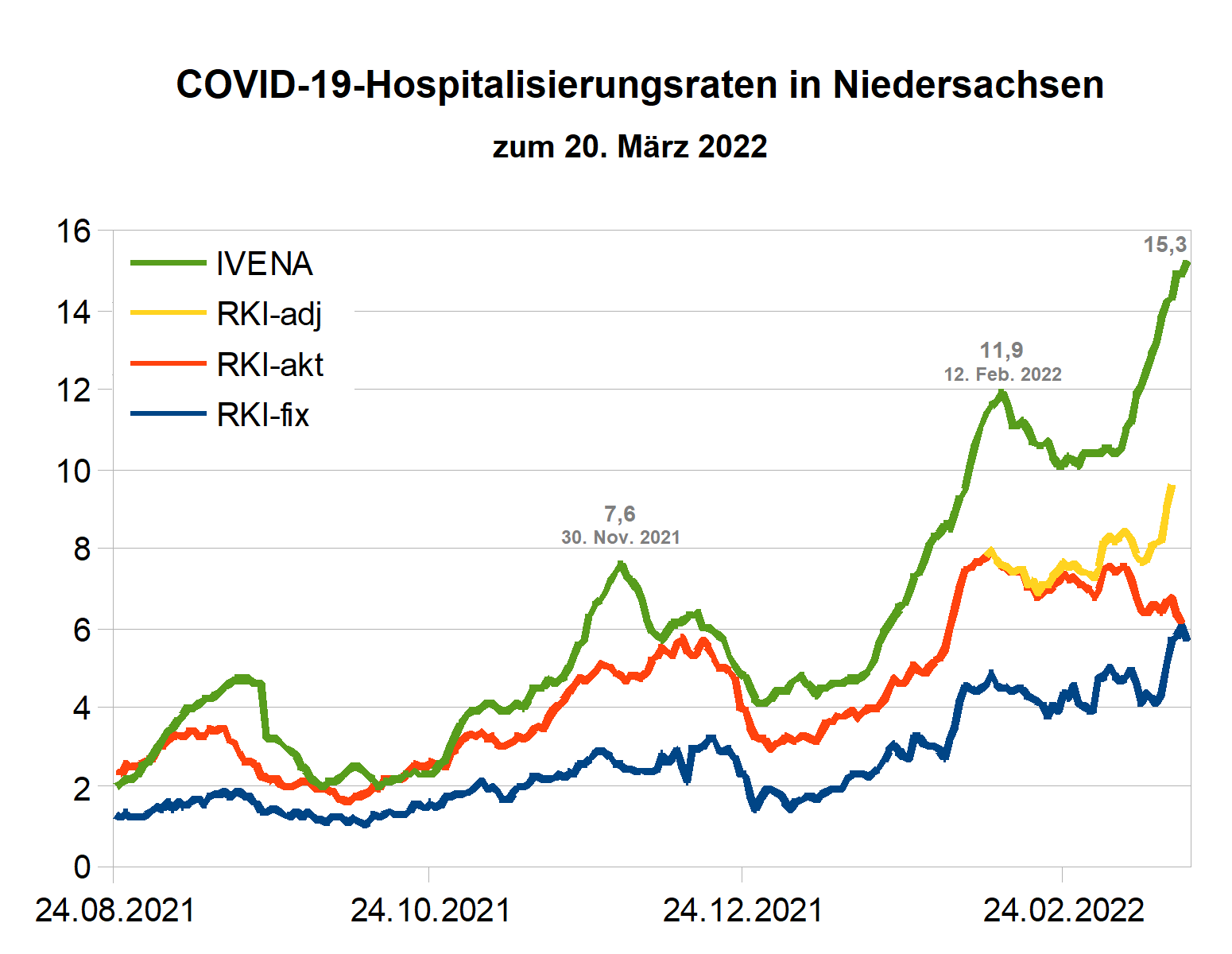
COVID-19-Hospitalisierungsraten in Niedersachsen zum 20. März 2022

Für Niedersachsen werden bereits seit Ende August 2021 aufgrund der Datenbank-Anwendung IVENA (Interdisziplinärer VErsorgungs-NAchweis) eigene Werte der Hospitalisierungsinzidenz ermittelt, die nicht vom Meldedatum, sondern vom Hospitalisierungsdatum ausgehen; ähnlich in Bremen und Mecklenburg-Vorpommern. Am 11. Januar 2022 wurde auch in Berlin die Hospitalisierungsinzidenz auf IVENA-Daten (analog zu Niedersachsen) umgestellt, da aufgrund der stark steigenden Fallzahlen durch Omikron es zu stark gestiegenen Meldeverzügen für Hospitalisierungen kam. Hieraus ergibt sich für Niedersachsen und Berlin eine deutliche Abweichung vom RKI-Anfangswert (der niedersächsische IVENA-Wert liegt, obgleich nicht fortgeschrieben, meist sogar über dem fortgeschriebenen RKI-Wert; siehe Grafik rechts).
Das Landesuntersuchungsamt Rheinland-Pfalz berücksichtigt bei der Hospitalisierung die im Land stationierten US-Streitkräfte.
Sachsen-Anhalt vermeldet anstelle des anfänglichen den um einen Tag fortgeschriebenen RKI-Wert als aktuell (ebenso früher Berlin).
Hamburg veröffentlicht anstelle der Hospitalisierungsrate Angaben zur Belegung der Normalstationen mit COVID-19-Patienten. Ergänzend tun das auch Schleswig-Holstein, Bremen, Berlin, Sachsen, Hessen und Bayern; ferner beispielsweise die Helios-Kliniken.
Für die Zeit ab Meldewoche 28/2021 weist das RKI auch Hospitalisierungsinzidenzen getrennt nach Impfstatus aus, wobei Fälle mit unbekanntem Impfstatus und nicht vollständig geimpfte Personen unberücksichtigt bleiben.
Zu Neuaufnahmen auf Intensivstationen und deren Belegung siehe DIVI-Intensivregister.

### Rechtliche Bedeutung
Für alle zuständigen Behörden in Deutschland ist seit September 2021 „die Anzahl der in Bezug auf die Coronavirus-Krankheit-2019 (COVID-19) in ein Krankenhaus aufgenommenen Personen je 100 000 Einwohner innerhalb von sieben Tagen“ nach dem Infektionsschutzgesetz des Bundes ein wesentlicher Abwägungsfaktor bei der Entscheidung über Anti-Corona-Maßnahmen (§ 28a Abs. 3 Satz 4 IfSG). Allerdings sind solche Maßnahmen seit dem Ende der epidemischen Lage von nationaler Tragweite im November 2021 nur noch begrenzt möglich (§ 28a Abs. 7 und 8 IfSG). Die Corona-Verordnungen einiger Länder knüpften von August bis November 2021 bzw. teilweise bis März 2022 im Rahmen von Warnstufen unmittelbar an die Hospitalisierungsrate an (siehe oben). Die Terminologie war dabei unterschiedlich; es gab keinen einheitlichen Rechtsbegriff „Hospitalisierungsrate“ o. ä. Auch die Corona-Ampel Berlin berücksichtigt die Hospitalisierungsrate seit September 2021; sie ist aber an sich nicht rechtsverbindlich. Ebenso sind Beschlüsse der Bund-Länder-Konferenz/Ministerpräsidentenkonferenz (siehe im Folgenden) nicht rechtsverbindlich.

### Grenzwerte bei der Hospitalisierungsrate
In einer Bund-Länder-Konferenz einigten sich die Ministerpräsidenten der Länder mit der Bundesregierung am 18. November 2021 über folgende Grenzwerte bei der Hospitalisierungsrate:
- über 3 galt in einem Bundesland flächendeckend die 2G-Regel: der Zugang zu Freizeitveranstaltungen und -einrichtungen, Kulturveranstaltungen und -einrichtungen, Sportveranstaltungen und -ausübungen, gastronomischen Einrichtungen und übrigen Veranstaltungen in Innenräumen sowie grundsätzlich auch zu körpernahen Dienstleistungen und Beherbergungen sollte auf Geimpfte und Genesene beschränkt werden (Ziff. 8; Ausnahmen für Personen, die sich nicht impfen lassen können, sowie Kinder und Jugendliche bis 18 Jahren, Ziff. 10).

- über 6 sollten Ausnahmen (beispielsweise von der Maskenpflicht) auch bei Geimpften und Genesenen vom Vorliegen eines negativen Testergebnisses abhängig gemacht werden (2G Plus), insbesondere in Diskotheken, Clubs und Bars (Ziff. 9; Ausnahmen Ziff. 10).

- über 9 sollten die Bundesländer von den weitergehenden Möglichkeiten des Infektionsschutzgesetzes konsequent Gebrauch machen (Ziff. 11).

Bundesrechtliche Grundlage für die Umsetzung war bis zum 25. November 2021 § 28a Abs. 1 IfSG (vgl. epidemische Lage von nationaler Tragweite), dann § 28a Abs. 9 für fortgeltende und § 28a Abs. 7 für neue Maßnahmen. Weitergehende neue Maßnahmen wurden von einer Feststellung des jeweiligen Landesparlaments nach § 28a Abs. 8 abhängig gemacht (wie beispielsweise Untersagung von Freizeit-, Kultur-, Sportveranstaltungen, des Alkoholkonsums oder des Besuchs von Pflegeheimen; Schließung von Hochschulen oder Einrichtungen der Erwachsenenbildung; Länderöffnungsklausel). Eine Reihe anderer Maßnahmen wurde dabei gänzlich ausgeschlossen (wie beispielsweise Untersagung von Sportausübung, Versammlungen/Gottesdiensten, Reisen, Übernachtungsangeboten oder des Betriebs von gastronomischen Einrichtungen; Schließung von Betrieben, Gewerben, Handel, Kitas oder Schulen).
Durch Verordnungen vom 23. November 2021 passten die Länder Baden-Württemberg, Bremen, Niedersachsen und Mecklenburg-Vorpommern die entsprechenden Schwellenwerte ihrer Warnstufensysteme an den Beschluss an; Sachsen, Rheinland-Pfalz und Bayern hoben ihre Warnstufensysteme auf.
| ID | Land                     | RKI-Anfangswert erstmals               | RKI-Anfangswert erstmals               | RKI-Anfangswert erstmals               | Beschluss nach § 28a Abs. 8 IfSG[50] |
| ID | Land                     | > 3                                    | > 6                                    | > 9                                    | Beschluss nach § 28a Abs. 8 IfSG[50] |
| ID | Land                     | im Zeitraum 18. Nov. bis 18. Dez. 2021 | im Zeitraum 18. Nov. bis 18. Dez. 2021 | im Zeitraum 18. Nov. bis 18. Dez. 2021 | Beschluss nach § 28a Abs. 8 IfSG[50] |
| -- | ------------------------ | -------------------------------------- | -------------------------------------- | -------------------------------------- | ------------------------------------ |
| 1  | Schleswig-Holstein       | 2021-11-19                             |                                        |                                        | 2022-01-10/So                        |
| 2  | Hamburg                  | 2021-12-06                             |                                        |                                        | 2021-12-15                           |
| 3  | Niedersachsen *          | 2021-12-17[51]                         | [51]                                   |                                        | 2021-12-07/So                        |
| 4  | Bremen *                 | (2021-11-16)                           | 2021-11-24                             |                                        | 2022-01-26                           |
| 5  | Nordrhein-Westfalen      | (2021-11-09)                           |                                        |                                        | 2021-12-01/So                        |
| 6  | Hessen                   | (2021-10-26)                           |                                        |                                        | 2021-12-07                           |
| 7  | Rheinland-Pfalz *        | (2021-11-07)                           |                                        |                                        | 2021-12-07/So                        |
| 8  | Baden-Württemberg        | (2021-10-22)                           | 2021-11-24                             |                                        | 2021-11-24/So                        |
| 9  | Bayern                   | (2021-10-22)                           | (2021-11-09)                           | 2021-11-19                             | 2021-11-23                           |
| 10 | Saarland                 | 2021-11-19                             | 2021-12-08                             |                                        | 2021-11-29/So                        |
| 11 | Berlin *                 | (2021-11-17)                           |                                        |                                        | 2021-12-21                           |
| 12 | Brandenburg              | 2021-11-18                             | 2021-12-08                             |                                        | 2021-12-13/So                        |
| 13 | Mecklenburg-Vorpommern * | (2021-10-31)                           | 2021-11-23                             | 2021-11-26                             | 2021-12-03/So                        |
| 14 | Sachsen                  | (2021-10-22)                           | 2021-11-27                             | 2021-12-08                             | 2021-12-06/So                        |
| 15 | Sachsen-Anhalt *         | (2021-10-28)                           | (2021-11-11)                           | 2021-11-18                             | 2021-12-14                           |
| 16 | Thüringen                | (2021-10-08)                           | (2021-10-21)                           | (2021-10-28)                           | 2021-11-24/So                        |
( ) = Schwellenwert vor dem Beschlusstag 18. November 2021 durchgängig überschritten seit
* = Land weist außerdem eine eigene Hospitalisierungsrate aus (siehe oben)
/So = Sondersitzung des Landesparlaments

#### Folgebeschluss vom 2. Dezember 2021
Im Folgebeschluss vom 2. Dezember 2021 fand die Hospitalisierungsrate keine ausdrückliche Erwähnung, doch blieben die „bestehenden Beschlüsse ... weiterhin gültig, sofern dieser Beschluss keine abweichenden Festlegungen trifft“ (Ziff. 1). 2G bzw. 2G Plus (oben Schwellenwerte 3 und 6) wurden inzidenzunabhängig für Einrichtungen und Veranstaltungen der Kultur- und Freizeitgestaltung (Ziff. 6) sowie Großveranstaltungen (Ziff. 9) vorgesehen und auf den Einzelhandel mit Ausnahme von Ladengeschäften des täglichen Bedarfs erstreckt (Ziff. 7). Für die Schließung von Clubs und Diskotheken sowie die Teilnehmerbegrenzung bei privaten Zusammenkünften von Geimpften und Genesenen wurde wieder an die Neuinfektionsinzidenz angeknüpft (> 350; Ziff. 10, 11).

### Abweichende Verwendung des Begriffs Hospitalisierungsrate
In der 3. Stellungnahme des ExpertInnenrates der Bundesregierung zu COVID-19 mit dem Titel Aktualisierte Beurteilung der Infektionslage und notwendiger Maßnahmen wird der Begriff Hospitalisierungsrate für den Anteil der Hospitalisierungen an den Infektionsfällen verwendet, eine bessere und richtige Bezeichnung für diesen Anteil wäre Hospitalisierungsquote. Nur mit dieser Interpretation ist z. B. der folgende Satz verständlich: „Die Hospitalisierungsrate wird niedriger als bei der Delta-Variante erwartet, müsste aber eine ganze Größenordnung (etwa Faktor 10) niedriger liegen als im vergangenen Winter, um die erwartete Fallzahl zu kompensieren und das Gesundheitssystem nicht zu überlasten.“ In demselben Sinn wird dann Hospitalisierungsrate auch in dem Beschluss der Videoschaltkonferenz des Bundeskanzlers mit den Regierungschefinnen und Regierungschefs der Länder am 24. Januar 2022 verwendet.
Der Anteil der Hospitalisierungen an den Infektionsfällen (für die Angaben zur Hospitalisierung vorlagen) betrug im Winter 2020/21 maximal 12,3 %.